# More Milk, Yvette
More Milk, Yvette es una película vanguardista realizada en 1966, dirigida por el artista estadounidense Andy Warhol y filmada en The Factory. 
La película es un homenaje de Andy Warhol a Lana Turner y Johnny Stompanato, y cuenta en su interpretación con el «Warhol superstar» Mario Montez en el papel de Turner, y también con Paul Caruso y Richard Schmidt.
La película tiene 67 minutos de duración, nunca ha sido lanzada comercialmente en DVD o VHS, y es una de las piezas menos vistas de Warhol del periodo The Factory.